# Kongshamn
Kongshamn is een plaats in de Noorse gemeente Arendal, provincie Agder. Kongshamn telt 790 inwoners (2007) en heeft een oppervlakte van 0,96 km².
Kongshamn ligt op het Tromøy-eiland.